# 3178 Yoshitsune
3178 Yoshitsune (1984 WA) là một tiểu hành tinh vành đai chính được phát hiện ngày 21 tháng 11 năm 1984 bởi Kenzo Suzuki và Takeshi Urata ở Toyota.